# Muhammad Radżab az-Za’im
Muhammad Radżab az-Za’im (arab. محمد رجب الزعيم; ur. w Kairze) – egipski zapaśnik walczący przeważnie w stylu wolnym. Olimpijczyk z Londynu 1948, gdzie zajął dwunaste miejsce w wadze półciężkiej do 87 kg.
Uczestnik mistrzostw świata w 1950. Triumfator igrzysk panarabskich w 1953. Srebrny medalista igrzysk śródziemnomorskich w 1951 roku.